# WFD Translift
WFD Translift Sp. z o.o. (1950–1951 Warszawska Fabryka Dźwigów Spółka Akcyjna w Warszawie, 1951–1957 Zjednoczenie Urządzeń Dźwigowych, 1957–1972 Zakłady Urządzeń Dźwigowych, 1972–1976 Zakłady Urządzeń Dźwigowych ZREMB, 1976–1991 Kombinat Dźwigów Osobowych ZREMB, 1991–2010 Warszawska Fabryka Dźwigów „Translift” Przedsiębiorstwo Państwowe, 2010–2011 Warszawska Fabryka Dźwigów „Translift” Sp. z o.o.) – polskie przedsiębiorstwo zajmujące się produkcją dźwigów pionowych.
W przeszłości z siedzibą w Warszawie (przez większość okresu działalności pod adresem Postępu 12), dysponowało licznymi oddziałami terenowymi w całej Polsce. W okresie PRL monopolista w produkcji dźwigów osobowych i towarowych; w latach 1972–1991 część zjednoczenia przemysłu ZREMB. W 1965 roku od szwedzkiej firmy ASEA-Graham zakupiono licencję na dźwigi osobowe o sterowaniu zbiorczym, bardzo powszechnie montowane w polskim budownictwie wielkopłytowym.
W latach 1989–1990 z racji transformacji ustrojowej doszło do rozpadu Kombinatu Dźwigów Osobowych ZREMB. Terenowe oddziały montażowe zostały wyłączone ze struktury organizacyjnej kombinatu i później przekształcone w prywatne przedsiębiorstwa (Zakład Montażowy w Gdańsku – spółka „Dźwignia”, Zakłady Montażowe w Łodzi, Poznaniu i we Wrocławiu – „Windpol”, „Prolift” i „Dźwignia”, Zakład Montażowy w Katowicach – „Zremb Katowice”) lub zlikwidowane.
27 sierpnia 1991 roku decyzją Ministra Gospodarki Przestrzennej i Budownictwa KDO–ZUD przekształcono w przedsiębiorstwo państwowe Warszawska Fabryka Dźwigów „Translift”, sprywatyzowane dopiero z końcem 2010 roku. Przedsiębiorstwo obecnie funkcjonuje jako spółka z ograniczoną odpowiedzialnością WFD Translift Sp. z o.o., zarejestrowana w 2006 roku. Dawna siedziba przedsiębiorstwa na warszawskim Mokotowie została zburzona w 2016 roku. Obecnie jedyny zakład montażowy zlokalizowany jest w Kobyłce.